# Xanthophyllum clovis
Xanthophyllum clovis là một loài thực vật có hoa trong họ Polygalaceae. Loài này được (Steenis ex Meijden) Meijden miêu tả khoa học đầu tiên năm 1982.